# داني هيلمان
داني هيلمان (بالإنجليزية: Danny Hellman)‏ هو رسام كارتون أمريكي، ولد في 2 أغسطس 1964 في فيسبادن في ألمانيا.

## وصلات خارجية
- الموقع الرسمي